# Vormünder- und Betreuervergütungsgesetz
Das Vormünder- und Betreuervergütungsgesetz regelt in Deutschland alle Vergütungsansprüche beruflich tätiger Vormünder und Betreuer (Berufsbetreuer, Vereinsbetreuer und Behördenbetreuer). Über § 1888 Abs. 2 Satz 1 BGB gilt es grundsätzlich auch für beruflich geführte Pflegschaften und über § 277 FamFG für Verfahrenspflegschaften.
Das Gesetz wurde mit Wirkung vom 1. Januar 2023 neu gefasst.

## Systematik des Gesetzes bis 2022
- § 1: Voraussetzungen für die Vergütungsfähigkeit (Mindestfallzahl, Mindestzeitaufwand)
- § 2: Erlöschen der Ansprüche (15-Monatsfrist)
- § 3: Vergütungsanspruch der Vormünder (Anspruch auf Vergütung für nachgewiesenen Zeitaufwand, Vergütungsstundensätze)
- § 4: Vergütungshöhe für Betreuer (im Rahmen der Pauschalvergütung)
- § 5: Vergütungsfähiger pauschalierter Zeitraum bei Berufsbetreuern (siehe Tabelle)
- § 5a: gesonderte Pauschalen (ab 27. Juli 2019)
- § 6: Vergütungsanspruch bei Sterilisationsbetreuern und Verhinderungsbetreuern (§ 1899 BGB)
- § 7 Vergütungsanspruch von Vereinsbetreuern (Verweis auf § 5)
- § 8: Vergütungsanspruch von Behördenbetreuern
- § 9: Abrechnungszeitraum für Berufs- und Vereinsbetreuer (Quartal)
- § 10: Jahresgesamtmitteilungspflicht von Berufs- und Vereinsbetreuern ggü. der Betreuungsbehörde
- § 11: Möglichkeit der Nachqualifizierung zum Erreichen einer höheren Vergütungsstufe (Landesermächtigungsklausel)
- § 12: Übergangsvorschrift (ab 27. Juli 2019)

## Grundaussagen
Bei der Bestellung eines Vormundes, Pflegers oder Betreuers muss im Bestellungsbeschluss des Gerichtes aufgeführt sein, dass die Tätigkeit beruflich geführt wird (§ 1). Das ist in der Regel der Fall, wenn der Betroffene mehr als 10 gesetzliche Vertretungen führt oder (bei Vormundschaften oder Pflegschaften) einen wöchentlichen Zeitaufwand von mindestens 20 Stunden hat. Wird die Feststellung versehentlich unterlassen, kann sie nachträglich korrigiert werden. Diese Korrektur wirkt nicht auf das Bestellungsdatum zurück (BGH vom
8. Januar 2014).
Nach 15 Monaten erlöschen die Vergütungsansprüche. Die Frist kann vom Gericht verkürzt oder verlängert werden (§ 2 VBVG in Verbindung mit § 1835 Abs. 1a BGB). Eine Wiedereinsetzung in den vorigen Stand erfolgt bei Fristversäumung nicht (OLG Schleswig FamRZ 2002, 1288).
Vormünder, Pfleger (sowie die in § 6 Satz 1 genannten Betreuer) können eine Vergütung für nachgewiesenen Zeitaufwand nach § 3 VBVG geltend machen. Der Stundensatz beträgt 23,00 Euro, bei nachgewiesenen Fachkenntnissen durch abgeschlossene Ausbildung 29,50 Euro und durch abgeschlossenes Studium 39,00 Euro (jeweils zuzügl. Umsatzsteuer sowie Aufwendungsersatz nach § 1835 BGB). Betreuungen, Vormundschaften und Ergänzungspflegschaften sind seit 1. Juli 2013 von der Umsatzsteuer befreit. Die Stundensätze können im Ausnahmefall sowohl abgesenkt (§ 3 Abs. 2 VBVG) als auch erhöht (§ 3 Abs. 3 VBVG, für Pfleger § 1915 BGB) werden.
Berufliche Betreuer erhalten nur pauschalierte Zeitaufwände ersetzt (siehe Tabelle). Diese Beträge sind „Inklusivstundensätze“ und enthalten somit den Aufwendungsersatz. Der volle Betrag wird bei nicht umsatzsteuerpflichtigen „Kleinunternehmer“-Betreuern nach § 19 UStG gezahlt (OLG München 33. Zivilsenat Beschluss vom 17. Mai 2006, 33 Wx 015/06).
Die Höhe der pauschalierten Stundenansätze (§ 5 VBVG) hängt von der Dauer der Betreuung (ab erstmaliger Betreuerbestellung), davon, ob der Betreute vermögend oder mittellos (§ 1836c, § 1836d BGB) ab und davon, ob er in einem Heim seinen gewöhnlichen Aufenthalt ab, wobei der Heimbegriff des § 5 Abs. 3 VBVG über den des § 1 Heimgesetz hinausgeht.
Sterilisationsbetreuer sowie Verhinderungsbetreuer (bei rechtlicher Verhinderung, z. B. Insichgeschäften), vgl. § 1899 BGB, § 6 VBVG erhalten Vergütung für nachgewiesenen Zeitaufwand wie Vormünder; Verhinderungsbetreuer bei tatsächlicher Verhinderung des Betreuers (Urlaub, Krankheit) erhalten Pauschalvergütung nach Tagen, wobei dem verhinderten Betreuer diese Tage nicht als Vergütung gewährt werden.
Nach § 7 VBVG gelten die Regeln der §§ 5 und 6 auch für Vereinsbetreuer; für Behördenbetreuer jedoch gelten nach § 8 VBVG die Regeln für ausnahmsweise vergütete ehrenamtliche Betreuer.
§ 9 VBVG sieht einen Abrechnungsrhythmus von 3 Monaten vor und § 10 die zuvor in § 1908k BGB enthaltene Jahresgesamtmitteilung von Berufsbetreuern an die Betreuungsbehörde über Zahl der Betreuungen und erhaltene Vergütungszahlungen. § 11 VBVG enthält eine Landesermächtigungsklausel für Nachqualifizierungsmaßnahmen; derzeit hat jedoch kein Bundesland davon Gebrauch gemacht (früher § 2 Berufsvormündervergütungsgesetz).
Zur Mitte 2009 hat das Kölner Institut für Sozialforschung und Gesellschaftspolitik eine Auswertung der Auswirkungen des neuen Gesetzes dem Bundestag und Bundesrat vorgelegt.

### Vergütungspauschale bei vermögenden Betreuten (§5Abs. 1 VBVG) bis 26. Juli 2019
| Zeitraum         | Betreute im Heim     | Betreute außerhalb eines Heimes |
| ---------------- | -------------------- | ------------------------------- |
| 1. bis 3. Monat  | 5,5 Stunden im Monat | 8,5 Stunden im Monat            |
| 4. bis 6. Monat  | 4,5 Stunden im Monat | 7 Stunden im Monat              |
| 7. bis 12. Monat | 4 Stunden im Monat   | 6 Stunden im Monat              |
| ab 2. Jahr       | 2,5 Stunden im Monat | 4,5 Stunden im Monat            |

### Vergütungspauschale bei mittellosen Betreuten (§5Abs. 2 VBVG) bis 26. Juli 2019
| Zeitraum         | Betreute im Heim     | Betreute außerhalb eines Heimes |
| ---------------- | -------------------- | ------------------------------- |
| 1. bis 3. Monat  | 4,5 Stunden im Monat | 7 Stunden im Monat              |
| 4. bis 6. Monat' | 3,5 Stunden im Monat | 5,5 Stunden im Monat            |
| 7. bis 12. Monat | 3 Stunden im Monat   | 5 Stunden im Monat              |
| ab 2. Jahr       | 2 Stunden im Monat   | 3,5 Stunden im Monat            |

Die ab 27. Juli 2019 geltenden Vergütungstabellen A bis C für Berufsbetreuer (inkl. Vereinsbetreuer) in den 3 bisher bekannten Vergütungsgruppen findet man nachstehend. Nicht amtlich sind die Spalten „monatliche Pauschale alt“, „Erhöhung in €“ und „Erhöhung in %“. Diese verdeutlichen den Unterschied zur bisherigen, seit dem 1. Juli 2005 geltenden Betreuervergütung.

## Tabelle A (bisherige Vergütungsstufe 1) von 27. Juli 2019 bis 31. Dezember 2022
| Nr. | Dauer der Betreuung           | Nr.  | Gewöhnlicher Aufenthaltsort                                            | Nr.    | Vermögensstatus | monatliche Pauschale | monatliche Pauschale alt | Erhöhung in € | Erhöhung in % |
| --- | ----------------------------- | ---- | ---------------------------------------------------------------------- | ------ | --------------- | -------------------- | ------------------------ | ------------- | ------------- |
| A1  | In den ersten drei Monaten    | A1.1 | stationäre Einrichtung oder gleichgestellte ambulant betreute Wohnform | A1.1.1 | mittellos       | 194,00 €             | 121,50 €                 | 72,50 €       | 59,67 %       |
| A1  | In den ersten drei Monaten    | A1.1 | stationäre Einrichtung oder gleichgestellte ambulant betreute Wohnform | A1.1.2 | nicht mittellos | 200,00 €             | 148,50 €                 | 51,50 €       | 34,68 %       |
| A1  | In den ersten drei Monaten    | A1.2 | andere Wohnform                                                        | A1.2.1 | mittellos       | 208,00 €             | 189,00 €                 | 19,00 €       | 10,05 %       |
| A1  | In den ersten drei Monaten    | A1.2 | andere Wohnform                                                        | A1.2.2 | nicht mittellos | 298,00 €             | 229,50 €                 | 68,50 €       | 29,85 %       |
| A2  | Im vierten bis sechsten Monat | A2.1 | stationäre Einrichtung oder gleichgestellte ambulant betreute Wohnform | A2.1.1 | mittellos       | 129,00 €             | 94,50 €                  | 34,50 €       | 36,51 %       |
| A2  | Im vierten bis sechsten Monat | A2.1 | stationäre Einrichtung oder gleichgestellte ambulant betreute Wohnform | A2.1.2 | nicht mittellos | 158,00 €             | 121,50 €                 | 36,50 €       | 30,04 %       |
| A2  | Im vierten bis sechsten Monat | A2.2 | andere Wohnform                                                        | A2.2.1 | mittellos       | 170,00 €             | 148,50 €                 | 21,50 €       | 14,48 %       |
| A2  | Im vierten bis sechsten Monat | A2.2 | andere Wohnform                                                        | A2.2.2 | nicht mittellos | 208,00 €             | 189,00 €                 | 19,00 €       | 10,05 %       |
| A3  | Im siebten bis zwölften Monat | A3.1 | stationäre Einrichtung oder gleichgestellte ambulant betreute Wohnform | A3.1.1 | mittellos       | 124,00 €             | 81,00 €                  | 43,00 €       | 53,09 %       |
| A3  | Im siebten bis zwölften Monat | A3.1 | stationäre Einrichtung oder gleichgestellte ambulant betreute Wohnform | A3.1.2 | nicht mittellos | 140,00 €             | 108,00 €                 | 32,00 €       | 29,63 %       |
| A3  | Im siebten bis zwölften Monat | A3.2 | andere Wohnform                                                        | A3.2.1 | mittellos       | 151,00 €             | 135,00 €                 | 16,00 €       | 11,85 %       |
| A3  | Im siebten bis zwölften Monat | A3.2 | andere Wohnform                                                        | A3.2.2 | nicht mittellos | 192,00 €             | 162,00 €                 | 30,00 €       | 18,52 %       |
| A4  | Im 13. bis 24. Monat          | A4.1 | stationäre Einrichtung oder gleichgestellte ambulant betreute Wohnform | A4.1.1 | mittellos       | 87,00 €              | 54,00 €                  | 33,00 €       | 61,11 %       |
| A4  | Im 13. bis 24. Monat          | A4.1 | stationäre Einrichtung oder gleichgestellte ambulant betreute Wohnform | A4.1.2 | nicht mittellos | 91,00 €              | 67,50 €                  | 23,50 €       | 34,81 %       |
| A4  | Im 13. bis 24. Monat          | A4.2 | andere Wohnform                                                        | A4.2.1 | mittellos       | 122,00 €             | 94,50 €                  | 27,50 €       | 29,10 %       |
| A4  | Im 13. bis 24. Monat          | A4.2 | andere Wohnform                                                        | A4.2.2 | nicht mittellos | 158,00 €             | 121,50 €                 | 36,50 €       | 30,04 %       |
| A5  | Ab dem 25. Monat              | A5.1 | stationäre Einrichtung oder gleichgestellte ambulant betreute Wohnform | A5.1.1 | mittellos       | 62,00 €              | 54,00 €                  | 8,00 €        | 14,81 %       |
| A5  | Ab dem 25. Monat              | A5.1 | stationäre Einrichtung oder gleichgestellte ambulant betreute Wohnform | A5.1.2 | nicht mittellos | 78,00 €              | 67,50 €                  | 10,50 €       | 15,56 %       |
| A5  | Ab dem 25. Monat              | A5.2 | andere Wohnform                                                        | A5.2.1 | mittellos       | 105,00 €             | 94,50 €                  | 10,50 €       | 11,11 %       |
| A5  | Ab dem 25. Monat              | A5.2 | andere Wohnform                                                        | A5.2.2 | nicht mittellos | 130,00 €             | 121,50 €                 | 8,50 €        | 7,00 %        |

## Tabelle B (bisherige Vergütungsstufe 2)  von 27. Juli 2019 bis 31. Dezember 2022
| Nr. | Dauer der Betreuung           | Nr.  | Gewöhnlicher Aufenthaltsort                                            | Nr.    | Vermögensstatus | monatliche Pauschale | monatliche Pauschale alt | Erhöhung in € | Erhöhung in % |
| --- | ----------------------------- | ---- | ---------------------------------------------------------------------- | ------ | --------------- | -------------------- | ------------------------ | ------------- | ------------- |
| B1  | In den ersten drei Monaten    | B1.1 | stationäre Einrichtung oder gleichgestellte ambulant betreute Wohnform | B1.1.1 | mittellos       | 241,00 €             | 150,75 €                 | 90,25 €       | 59,87 %       |
| B1  | In den ersten drei Monaten    | B1.1 | stationäre Einrichtung oder gleichgestellte ambulant betreute Wohnform | B1.1.2 | nicht mittellos | 249,00 €             | 184,25 €                 | 64,75 €       | 35,14 %       |
| B1  | In den ersten drei Monaten    | B1.2 | andere Wohnform                                                        | B1.2.1 | mittellos       | 258,00 €             | 234,50 €                 | 23,50 €       | 10,02 %       |
| B1  | In den ersten drei Monaten    | B1.2 | andere Wohnform                                                        | B1.2.2 | nicht mittellos | 370,00 €             | 284,75 €                 | 85,25 €       | 29,94 %       |
| B2  | Im vierten bis sechsten Monat | B2.1 | stationäre Einrichtung oder gleichgestellte ambulant betreute Wohnform | B2.1.1 | mittellos       | 158,00 €             | 117,25 €                 | 40,75 €       | 34,75 %       |
| B2  | Im vierten bis sechsten Monat | B2.1 | stationäre Einrichtung oder gleichgestellte ambulant betreute Wohnform | B2.1.2 | nicht mittellos | 196,00 €             | 150,75 €                 | 45,25 €       | 30,02 %       |
| B2  | Im vierten bis sechsten Monat | B2.2 | andere Wohnform                                                        | B2.2.1 | mittellos       | 211,00 €             | 184,25 €                 | 26,75 €       | 14,52 %       |
| B2  | Im vierten bis sechsten Monat | B2.2 | andere Wohnform                                                        | B2.2.2 | nicht mittellos | 258,00 €             | 234,50 €                 | 23,50 €       | 10,02 %       |
| B3  | Im siebten bis zwölften Monat | B3.1 | stationäre Einrichtung oder gleichgestellte ambulant betreute Wohnform | B3.1.1 | mittellos       | 154,00 €             | 100,50 €                 | 53,50 €       | 53,23 %       |
| B3  | Im siebten bis zwölften Monat | B3.1 | stationäre Einrichtung oder gleichgestellte ambulant betreute Wohnform | B3.1.2 | nicht mittellos | 174,00 €             | 134,00 €                 | 40,00 €       | 29,85 %       |
| B3  | Im siebten bis zwölften Monat | B3.2 | andere Wohnform                                                        | B3.2.1 | mittellos       | 188,00 €             | 167,50 €                 | 20,50 €       | 12,24 %       |
| B3  | Im siebten bis zwölften Monat | B3.2 | andere Wohnform                                                        | B3.2.2 | nicht mittellos | 238,00 €             | 201,00 €                 | 37,00 €       | 18,41 %       |
| B4  | Im 13. bis 24. Monat          | B4.1 | stationäre Einrichtung oder gleichgestellte ambulant betreute Wohnform | B4.1.1 | mittellos       | 107,00 €             | 67,00 €                  | 40,00 €       | 59,70 %       |
| B4  | Im 13. bis 24. Monat          | B4.1 | stationäre Einrichtung oder gleichgestellte ambulant betreute Wohnform | B4.1.2 | nicht mittellos | 113,00 €             | 83,75 €                  | 29,25 €       | 34,93 %       |
| B4  | Im 13. bis 24. Monat          | B4.2 | andere Wohnform                                                        | B4.2.1 | mittellos       | 151,00 €             | 117,25 €                 | 33,75 €       | 28,78 %       |
| B4  | Im 13. bis 24. Monat          | B4.2 | andere Wohnform                                                        | B4.2.2 | nicht mittellos | 196,00 €             | 150,75 €                 | 45,25 €       | 30,02 %       |
| B5  | Ab dem 25. Monat              | B5.1 | stationäre Einrichtung oder gleichgestellte ambulant betreute Wohnform | B5.1.1 | mittellos       | 78,00 €              | 67,00 €                  | 11,00 €       | 16,42 %       |
| B5  | Ab dem 25. Monat              | B5.1 | stationäre Einrichtung oder gleichgestellte ambulant betreute Wohnform | B5.1.2 | nicht mittellos | 96,00 €              | 83,75 €                  | 12,25 €       | 14,63 %       |
| B5  | Ab dem 25. Monat              | B5.2 | andere Wohnform                                                        | B5.2.1 | mittellos       | 130,00 €             | 117,25 €                 | 12,75 €       | 10,87 %       |
| B5  | Ab dem 25. Monat              | B5.2 | andere Wohnform                                                        | B5.2.2 | nicht mittellos | 161,00 €             | 150,75 €                 | 10,25 €       | 6,80 %        |

## Tabelle C (bisherige Vergütungsstufe 3) von 27. Juli 2019 bis 31. Dezember 2022
| Nr. | Dauer der Betreuung           | Nr.  | Gewöhnlicher Aufenthaltsort                                            | Nr.    | Vermögensstatus | monatliche Pauschale | monatliche Pauschale alt | Erhöhung in € | Erhöhung in % |
| --- | ----------------------------- | ---- | ---------------------------------------------------------------------- | ------ | --------------- | -------------------- | ------------------------ | ------------- | ------------- |
| C1  | In den ersten drei Monaten    | C1.1 | stationäre Einrichtung oder gleichgestellte ambulant betreute Wohnform | C1.1.1 | mittellos       | 317,00 €             | 198,00 €                 | 119,00 €      | 60,10 %       |
| C1  | In den ersten drei Monaten    | C1.1 | stationäre Einrichtung oder gleichgestellte ambulant betreute Wohnform | C1.1.2 | nicht mittellos | 327,00 €             | 242,00 €                 | 85,00 €       | 35,12 %       |
| C1  | In den ersten drei Monaten    | C1.2 | andere Wohnform                                                        | C1.2.1 | mittellos       | 339,00 €             | 308,00 €                 | 31,00 €       | 10,06 %       |
| C1  | In den ersten drei Monaten    | C1.2 | andere Wohnform                                                        | C1.2.2 | nicht mittellos | 486,00 €             | 374,00 €                 | 112,00 €      | 29,95 %       |
| C2  | Im vierten bis sechsten Monat | C2.1 | stationäre Einrichtung oder gleichgestellte ambulant betreute Wohnform | C2.1.1 | mittellos       | 208,00 €             | 154,00 €                 | 54,00 €       | 35,06 %       |
| C2  | Im vierten bis sechsten Monat | C2.1 | stationäre Einrichtung oder gleichgestellte ambulant betreute Wohnform | C2.1.2 | nicht mittellos | 257,00 €             | 198,00 €                 | 59,00 €       | 29,80 %       |
| C2  | Im vierten bis sechsten Monat | C2.2 | andere Wohnform                                                        | C2.2.1 | mittellos       | 277,00 €             | 242,00 €                 | 35,00 €       | 14,46 %       |
| C2  | Im vierten bis sechsten Monat | C2.2 | andere Wohnform                                                        | C2.2.2 | nicht mittellos | 339,00 €             | 308,00 €                 | 31,00 €       | 10,06 %       |
| C3  | Im siebten bis zwölften Monat | C3.1 | stationäre Einrichtung oder gleichgestellte ambulant betreute Wohnform | C3.1.1 | mittellos       | 202,00 €             | 132,00 €                 | 70,00 €       | 53,03 %       |
| C3  | Im siebten bis zwölften Monat | C3.1 | stationäre Einrichtung oder gleichgestellte ambulant betreute Wohnform | C3.1.2 | nicht mittellos | 229,00 €             | 176,00 €                 | 53,00 €       | 30,11 %       |
| C3  | Im siebten bis zwölften Monat | C3.2 | andere Wohnform                                                        | C3.2.1 | mittellos       | 246,00 €             | 220,00 €                 | 26,00 €       | 11,82 %       |
| C3  | Im siebten bis zwölften Monat | C3.2 | andere Wohnform                                                        | C3.2.2 | nicht mittellos | 312,00 €             | 264,00 €                 | 48,00 €       | 18,18 %       |
| C4  | Im 13. bis 24. Monat          | C4.1 | stationäre Einrichtung oder gleichgestellte ambulant betreute Wohnform | C4.1.1 | mittellos       | 141,00 €             | 88,00 €                  | 53,00 €       | 60,23 %       |
| C4  | Im 13. bis 24. Monat          | C4.1 | stationäre Einrichtung oder gleichgestellte ambulant betreute Wohnform | C4.1.2 | nicht mittellos | 149,00 €             | 110,00 €                 | 39,00 €       | 35,45 %       |
| C4  | Im 13. bis 24. Monat          | C4.2 | andere Wohnform                                                        | C4.2.1 | mittellos       | 198,00 €             | 154,00 €                 | 44,00 €       | 28,57 %       |
| C4  | Im 13. bis 24. Monat          | C4.2 | andere Wohnform                                                        | C4.2.2 | nicht mittellos | 257,00 €             | 198,00 €                 | 59,00 €       | 29,80 %       |
| C5  | Ab dem 25. Monat              | C5.1 | stationäre Einrichtung oder gleichgestellte ambulant betreute Wohnform | C5.1.1 | mittellos       | 102,00 €             | 88,00 €                  | 14,00 €       | 15,91 %       |
| C5  | Ab dem 25. Monat              | C5.1 | stationäre Einrichtung oder gleichgestellte ambulant betreute Wohnform | C5.1.2 | nicht mittellos | 127,00 €             | 110,00 €                 | 17,00 €       | 15,45 %       |
| C5  | Ab dem 25. Monat              | C5.2 | andere Wohnform                                                        | C5.2.1 | mittellos       | 171,00 €             | 154,00 €                 | 17,00 €       | 11,04 %       |
| C5  | Ab dem 25. Monat              | C5.2 | andere Wohnform                                                        | C5.2.2 | nicht mittellos | 211,00 €             | 198,00 €                 | 13,00 €       | 6,57 %        |

## Zuschläge bei besonderen Betreuungssituationen (§ 5a Abs. 1 VBVG) von 27. Juli 2019 bis 31. Dezember 2022
Neben der o. g. Pauschale wird bei vermögenden Betreuten eine gesonderte Pauschale von 30 € monatlich gezahlt, wenn eine dieser Voraussetzungen vorliegt:
- es wird ein Geldvermögen von mind. 150.000 € verwaltet (ohne Abzug von Schulden)
- es ist ein weiterer nicht selbst (oder vom Ehegatten) bewohnter Wohnraum zu verwalten
- es ist ein Gewerbebetrieb des Betreuten zu führen.

Die Zusatzpauschale wird monatlich gezahlt, wenn die beschriebene Situation mindestens an einem Tag des (Betreuung-)Monats vorhanden war. Nach der Gesetzesbegründung ist nur eine Pauschalzahlung möglich, auch wenn mehrere der Voraussetzungen kumulativ vorliegen.

## Einmalzahlungen bei Betreuern (§ 5a Abs. 2/3 VBVG) von 27. Juli 2019 bis 31. Dezember 2022
Bei der Übernahme einer ehrenamtlichen Betreuung durch einen Berufsbetreuer erhält letzterer eine Einmalzahlung von 200 €. Bei Übergabe einer beruflichen Betreuung an einen Ehrenamtler wird dem Abgebenden eine Pauschale von 1,5 Betreuungsmonaten weiter vergütet.

## Rechtspolitische Kritik
Dem 2005er Gesetz vorausgegangen waren kontroverse Diskussionen über Strukturreformen im Betreuungswesen, die im Wesentlichen den gestiegenen Kosten (Betreuervergütung, Personalkosten bei den Gerichten) entgegenwirken sollten. Während die irund 17.000 Berufsbetreuer zuvor ihren Zeitaufwand für die Führung beruflich geführter Betreuungen (ca. 450.000 von insgesamt 1,4 Mio. Betreuten; Ende 2010) z. T. bis in kleinste Detail nachweisen mussten, was auch die Personalressourcen der Vormundschaftsgerichte schwer belastete, war es Ziel des neuen Gesetzes, einfache, streitvermeidende und auskömmliche Regelungen zur beruflichen Betreuertätigkeit zu schaffen (so die Gesetzesbegründung). Freiwerdende Ressourcen sollen zweckentsprechend für Betreuungsarbeit Verwendung finden. Von den Berufsverbänden wurde das Gesetz als unrealistisch und ungerecht bezeichnet, da den individuelle Betreuungsaufwand zugunsten einer Mischkalkulation in Form einer Vergütungspauschale aufgegeben wurde.

### Bücher
- Deinert/Lütgens: Die Vergütung des Betreuers, 7. Aufl. Köln 2019, ISBN 978-3-8462-0841-0
- Meier: Handbuch Betreuungsvergütung, Heidelberg 2003, ISBN 3-8114-0846-1

### Zeitschriftenbeiträge
- Bestelmeyer: Die Neuregelung des Vergütungsrechts nach dem 2. BtÄndG. Rpfleger 2005, 583
- Deinert: Gewöhnlicher (Heim-)Aufenthalt und pauschale Betreuervergütung. FamRZ 2005, 954
- ders.: Zur Neuregelung der Berufsbetreuer-, Berufsvormünder- und Berufspflegervergütung. BtPrax spezial 2005, S. 13.
- ders.: Neue Pauschalvergütung für anwaltliche Berufsbetreuer. JurBüro 2005, 285 = FuR 2005, 308
- ders.: Neue Betreuervergütung und Übergangsrecht. Rpfleger 2005, 304
- Maier: Pauschalierung von Vergütung und Aufwendungsersatz. BtPrax spezial 2005, S. 17
- Neumann/Neumann: Zur praktischen Umsetzung des ab dem 1. Juli 2005 geltenden Vergütungssystems. BtMan 2005, 90
- Sonnenfeld: Das 2. BtÄndG – Überblick über die wesentlichen zum 1. Juli 2005 in Kraft tretenden Änderungen. FamRZ 2005, 941
- Zimmermann: Die Betreuer- und Verfahrenspflegervergütung ab 1. Juli 2005. FamRZ 2005, 950

### Zu den Änderungen 2019
- Deinert: Neue Rechtsprechung der Bundesgerichte zur Betreuervergütung und angrenzender Fragen – sowie Ausblick auf die anstehende Rechtsänderung. Rpfleger 2019, 365
- Fröschle: Anpassung der Vormünder- und Betreuervergütung. FamRZ 2019, 678
- Thielke: Der erste Schritt ist gemacht: die Betreuervergütung soll erhöht werden. BtPrax 2019, 47